# پادشاهی علوه
پادشاهی عَلْوه (انگلیسی: Alodia) یکی از سه مملکت مسیحی در سرزمین نوبیه در شمال شرق آفریقا بود که در سده هفتم میلادی بنیاد شد و در ۱۵۰۴ میلادی فروپاشید. دو مملکت دیگر مُقُره و نوباتیا نام داشتند.
با این‌که پادشاهی علوه هزار سال دوام آورد و از وسعت و قدرت زیادی برخوردار بود به‌خاطر کاوش‌های کم باستان‌شناسی که انجام شده اطلاعات کمی از آن در دست است.
پایتخت پادشاهی علوه شهر سوبا در کنار رود نیل آبی بود. زبان رایج این مملکت زبان نوبی قدیم و مذهب رسمی آن مسیحیت بود.